# Jan Kurfeld
Jan Kurfeld (* 23. Dezember 1987 in Wismar) ist ein deutscher Nachwuchssegler, der 2007 den Weltmeistertitel der Junioren und den Deutschen sowie Norddeutschen Meistertitel in der olympischen Finn-Dinghy-Klasse gewonnen hat.
Im Mai 2008 gewann er die Junioreneuropameisterschaft und belegte gleichzeitig den 23. Platz im Feld der Senioren. Im September 2008 konnte er seinen Titel als Internationaler Deutscher Meister erfolgreich auf dem Bodensee gegen 91 Konkurrenten aus neun Nationen verteidigen. Kurfeld startet für den Yachtclub Wismar 1961 e. V. 
Mit sechs Jahren begann Jan Kurfeld in seiner Heimatstadt Wismar zu segeln und nahm erstmals im Alter von sieben Jahren an einer Regatta in der Klasse Optimist teil. Seit 2005 ist er Mitglied des deutschen Bundeskaders. Aufgrund seiner körperlichen Entwicklung, verbunden mit der daraus resultierenden Gewichtszunahme, hat er sich Ende 2006 dazu entschieden, von der bislang gesegelten olympischen Bootsklasse Laser Standard in die ebenfalls olympische Bootsklasse Finn-Dinghy zu wechseln. 
Bis zur 11. Klasse besuchte Kurfeld das Helene-Weigel-Gymnasium (später Außenstelle des Gerhart-Hauptmann-Gymnasiums) in Wismar. Im Sommer 2005 wechselte er an das Sportgymnasium CJD Jugenddorf-Christophorusschule Rostock, wo er im Juli 2007 das Abitur abschloss. Vom 1. Oktober bis 30. August 2008 absolvierte er seinen Grundwehrdienst bei der Sportfördergruppe der Bundeswehr in Rostock. Seit dem 1. September 2008 studiert Kurfeld am Fachbereich Seefahrt der Hochschule Wismar in Warnemünde Nautik/Seeverkehr.